# Bansatar Kheda
Bansatar Kheda è una suddivisione dell'India, classificata come census town, di 5.032 abitanti, situata nel distretto di Damoh, nello stato federato del Madhya Pradesh. In base al numero di abitanti la città rientra nella classe V (da 5.000 a 9.999 persone).

## Geografia fisica
La città è situata a 23° 48' 35 N e 79° 20' 48 E.

## Società

### Evoluzione demografica
Al censimento del 2001 la popolazione di Bansatar Kheda assommava a 5.032 persone, delle quali 2.672 maschi e 2.360 femmine. I bambini di età inferiore o uguale ai sei anni assommavano a 799, dei quali 409 maschi e 390 femmine. Infine, coloro che erano in grado di saper almeno leggere e scrivere erano 3.325, dei quali 2.019 maschi e 1.306 femmine.